# Габриела Мичети
Габриела Мичети (на испански: Gabriela Michetti) е аржентински политик, бивш вицепрезидент на Аржентина от 10 декември 2015 до 10 декември 2019 г.

## Биография
Родена е на 28 май 1965 г. в гр. Лаприда, Аржентина. Член е на управляващата партия Републикански просперитет.